# ارنالد اسکترگود
ارنالد اسکترگود (به انگلیسی: Ernald Scattergood) بازیکن فوتبال زادهٔ ۲۹ آوریل ۱۸۸۷ اهل انگلستان بود که سابقهٔ بازی در تیم ملی فوتبال انگلستان را در کارنامهٔ خود دارد. وی در تاریخ ۱۷ مارس ۱۹۱۳ تنها بازی ملی خود را در مقابل تیم ملی فوتبال ولز انجام داد.